# 奧內什蒂

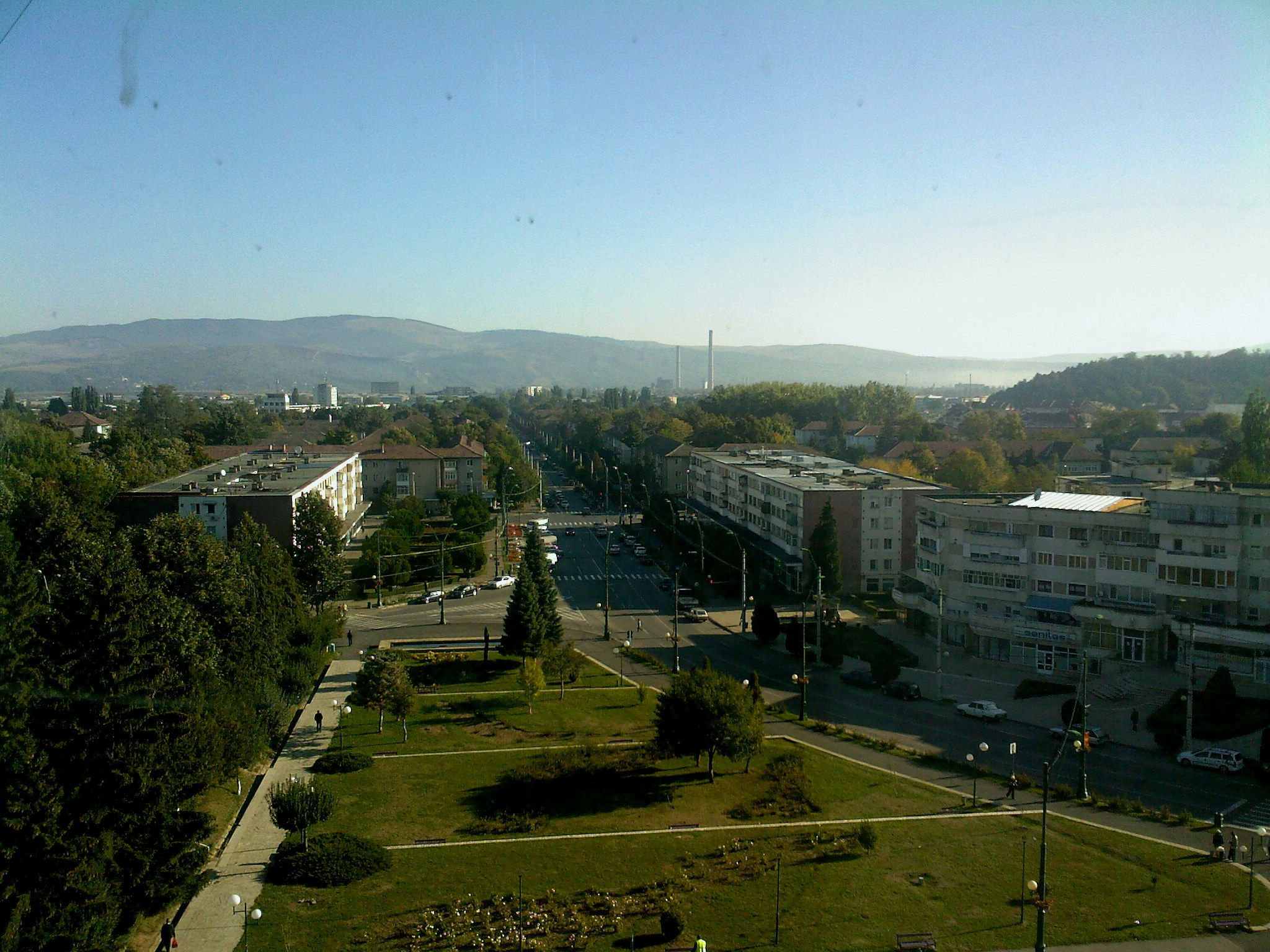

奧內什蒂是羅馬尼亞的城市，位於該國东部，距離首府巴克烏60公里，由巴克烏縣負責管轄，始建於1458年12月14日，面積90.17平方公里，海拔高度210米，2007年人口50,820。

## 外部連結
- Oneşti City Hall[永久]
- www.onesti-view.info  （页面存档备份，存于） - Website Index Onesti
- www.bacau-view.info  （页面存档备份，存于） - Website Index Bacau
- www.romaniaview.info  （页面存档备份，存于） - Website Index Romania
- Bacau Website （页面存档备份，存于）